# Юйшу-Тибетский автономный округ
Юйшу-Тибетский автономный округ (кит. упр. 玉树藏族自治州, пиньинь Yùshù Zàngzú Zìzhìzhōu, тиб. ཡུལ་ཤུལ་བོད་རིགས་རང་སྐྱོང་ཁུལ།, тиб. пиньинь: Yüxü Poirig Ranggyong Kü) — автономный округ в провинции Цинхай, Китай.

## История
В 1917 году были созданы уезды Юйшу (玉树县), Нангчен и Чинду.
В 1949 году был образован Специальный район Юйшу (玉树专区), объединивший уезды Юйшу, Нангчен и Чинду. 25 декабря 1951 года Специальный район Юйшу был преобразован в Юйшу-Тибетский автономный район (玉树藏族自治区), уезд Юйшу был при этом расформирован. В 1952 году уезд Юйшу был создан вновь. В 1953 году из западных частей уездов Юйшу и Нангчен был создан уезд Дзадё (扎朵县, в 1954 году китайское написание названия было изменено на 杂多县). В 1954 году из уезда Юйшу был выделен уезд Джидё; ранее напрямую подчинённый властям провинции район Чумарлеб (曲麻莱区) был преобразован в уезд Чумарлеб и введён в состав Юйшу-Тибетского автономного района. В 1955 году Юйшу-Тибетский автономный район был переименован в Юйшу-Тибетский автономный округ.
В 1959 году были созданы уезды Цзяннань (江南县) и Тяньхэ (天河县), но в 1962 году они были расформированы.
Территория округа сильно пострадала во время землетрясения в Цинхае 14 апреля 2010 года.
В 2013 году уезд Юйшу был преобразован в городской уезд.

## Население
По данным на 2005 год в округе проживает 297,0 тыс. чел.
Национальный состав (2005)
| Народ   | Численность | Доля    |
| ------- | ----------- | ------- |
| Тибетцы | 288 829     | 97,25 % |
| Китайцы | 7 594       | 2,56 %  |

## Административное деление
Юйшу-Тибетский автономный округ делится на 1 городской уезд, 5 уездов:
| Карта | Карта          | Карта    | Карта     | Карта         | Карта          | Карта                | Карта             | Карта         | Карта            |
| ----- | -------------- | -------- | --------- | ------------- | -------------- | -------------------- | ----------------- | ------------- | ---------------- |
|       |                |          |           |               |                |                      |                   |               |                  |
| №     | Статус         | Название | Иероглифы | Пиньинь       | Тибетский язык | Вайли                | Тибетский пиньинь | Площадь (км²) | Население (2010) |
| 1     | Городской уезд | Юйшу     | 玉树市    | Yùshù shì     | ཡུལ་ཤུལ་གྲོང་ཁྱེར།   | yul shul grong khyer | Yüxü Chongkyir    | 13462         | 100 000          |
| 2     | Уезд           | Дзадё    | 杂多县    | Záduō xiàn    | རྫ་སྟོད་རྫོང་།      | rdza stod rdzong     | Zadoi Zong        | 35000         | 60 000           |
| 3     | Уезд           | Чинду    | 称多县    | Chènduō xiàn  | ཁྲི་འདུ་རྫོང་།      | khri 'du rdzong      | Chindu Zong       | 13793         | 60 000           |
| 4     | Уезд           | Джидё    | 治多县    | Zhìduō xiàn   | འབྲི་སྟོད་རྫོང་།     | 'bri stod rdzong     | Zhidoi Zong       | 66667         | 30 000           |
| 5     | Уезд           | Нангчен  | 囊谦县    | Nángqiān xiàn | ནང་ཆེན་རྫོང་།     | nang chen rdzong     | Nangqên Zong      | 11539         | 100 000          |
| 6     | Уезд           | Чумарлеб | 曲麻莱县  | Qūmálái xiàn  | ཆུ་དམར་ལེབ་རྫོང་།  | chu dmar leb rdzong  | Qumarlêb Zong     | 47000         | 30 000           |